# 中国财政经济出版社
中国财政经济出版社是中国大陆的一家大型财经专业出版社，成立于1956年8月4日，直属于中华人民共和国财政部。
该社以出版经济类书籍为主，其专业特色出版物在于财政、会计领域。
中国财政经济出版社地址在北京市海淀区阜成路甲28号，邮编100036